# Rosita Arenas
Rosa "Rosita" Arenas (sinh ngày 19 tháng 8 năm 1933)  là một nữ diễn viên người Mexico có sự nghiệp điện ảnh nổi bật nhất trong những năm 1950 và 1960.
Cô sinh ra ở Caracas, Venezuela, con gái của nam diễn viên Tây Ban Nha Miguel Arenas. Năm 16 tuổi, cô được đặt tên là Reina de la Primavera (Nữ hoàng của mùa xuân), và sau đó đã ra mắt bộ phim đầu tiên của mình trong Anacleto se liarcia (1950). Cô nhận được nhiều vai trò quan trọng hơn trong ¡¿Qué te ha dado esa tees?! (1951), với Pedro Infante và Luis Aguilar, và El señor fotógrafo (1953), với Cantinflas. Cô cũng đã thử hát của mình; trong Los chiflados del rock and roll (1957), cô đã hát các bài hát "Se me hizo fácil", "Serenata huasteca" và "Qué manera de perder".

## Phim được chọn
- Ký ức của bạn và tôi (1953)
- Người Plebeian (1953)
- Nhiếp ảnh gia (1953)
- Đêm và Bình minh (1958)